# Varda (певица)
Вардануш Сосовна Мартиросян (укр. Вардануш Сосівна Мартиросян; род. 3 марта 1985, Кривой Рог, Днепропетровская область), более известная под сценическим псевдонимом Varda — украинская певица, актриса, танцовщица на пилоне, дизайнер. Имеет армянские корни.

## Биография
Родилась 3 марта 1985 года в городе Кривой Рог в многодетной семье, шестым по счёту ребёнком. Отец, армянин, был инженером, а мать, марийка, швеёй. Отец дал новорождённой дочери древнее армянское имя в честь своей матери Вардануш. Мать, мастер спорта по акробатике, отдала 7-летнюю Варду в цирковую студию «Арена». Позже Варда начала петь в ансамбле «Серебряный колокольчик», играть в театральной студии «Арлекин».
Варда получила два высших образования: режиссёр эстрады и массовых праздников (в Киевском национальном университете культуры и искусств) и менеджер физического воспитания, тренер.

### Танцевальная карьера
За десятилетнюю карьеру в области танцев на пилоне Варда сумела стать первой и завоевать самые престижные титулы и по всему миру (выступала под сценическим псевдонимом Чёрный Ангел):
- Первая чемпионка Украины по стриптизу 2003—2004 годов (телеканал СТБ)
- Победительница международного конкурса «Золотой пилон» в 2005 году (Кишинёв, Молдавия)[3].
- Лучшая танцовщица Москвы Pole Dance Competition в 2009 году в SOHO ROOMS[4].
- Мисс Pole-dance Russia в 2009 году (World Pole Dance Federation, Москва)[5].
- Финалистка чемпионата мира по танцам на шесте в 2009 году (Амстердам, Нидерланды)[6]

В 2012 году Варда запатентовала технику танца на горизонтальном пилоне. Исполнить экстремальный номер девушке помогают двое мужчин, которые держат пилон в руках и перемещают его по периметру сцены. Варда делает па на пилоне и, не используя рук, висит вниз головой.

### Музыкальная карьера
Певец Сергей Зверев предлагает певице VARDA записать совместный дуэт на песню «Люди-ангелы» и в феврале 2011 года артисты выпускают видеоклип, а затем снимаются для обложки мужского журнала XXL. Их скандальная фотосессия стала претендентом на лучшую фотосессию года журнала XXL России и Украины.
Следующим этапом творчества становится сотрудничество с Виталием Козловским. В дуэте был записан первый клип «Не оставляй меня» на русском и армянском языках. Видео презентовали как на Украине, так и в Армении. В 2012 году пара записала ещё один совместный летний танцевальный трек «Потанцуй» и видеоклип на него. На этот раз Варда выступила не только как исполнительница, но и как автор-композитор слов и музыки.
В 2012 году VARDA стала участницей крупного международного музыкального проекта. Это сотрудничество объединило артистов с армянскими корнями, проживающих в России, на Украине, в Армении, США и других странах мира. VARDA вместе с Дмитрием Харатьяном, Зарой, Алексеем Чумаковым, Евой Ривас записала патриотическую песню под названием «Армения» и сняла на неё видеоклип. Из Украины VARDA стала единственной приглашённой артисткой, которой выпала честь быть причастной к проекту, имеющему большое значение для армянской нации.
Сейчас [когда?] VARDA готовит к выпуску свой первый сольный альбом «Следуй за мечтой».

### Синглы
- VARDA & Виталий Козловский — Потанцуй;
- VARDA & Виталий Козловский — Մի թողնիր ինձ մենակ;
- VARDA & Виталий Козловский — Не оставляй меня;
- VARDA & Zverev — Люди-ангелы;
- VARDA — Без грима;
- VARDA — Танец без продолжения;
- VARDA — Сбросив всё;
- VARDA — Следуй за мечтой;
- VARDA & Mihran Tsarukyan — Люби меня всегда.

### Видеоклипы
- «Люди-Ангелы»
- «Сбросив всё»
- «Потанцуй»
- «Не оставляй меня»
- «Մի թողնիր ինձ մենակ» (армянская версия песни «Не оставляй меня»)
- Анна Седокова «Вселенная»

### Выступления
- Pole Dance Competition

### VARDA™
Варда выпустила эксклюзивную коллекцию одежды VARDA™. В изделиях бренда VARDA™ снимаются в фильмах и появляются на обложках глянцевых журналов такие звезды как Анна Седокова, Лера Кудрявцева, Ольга Бузова, Наталья Рудова, Мария Горбань, визажист с мировым именем Гоар Аветисян и другие.